# Boca del Río (Veracruz)

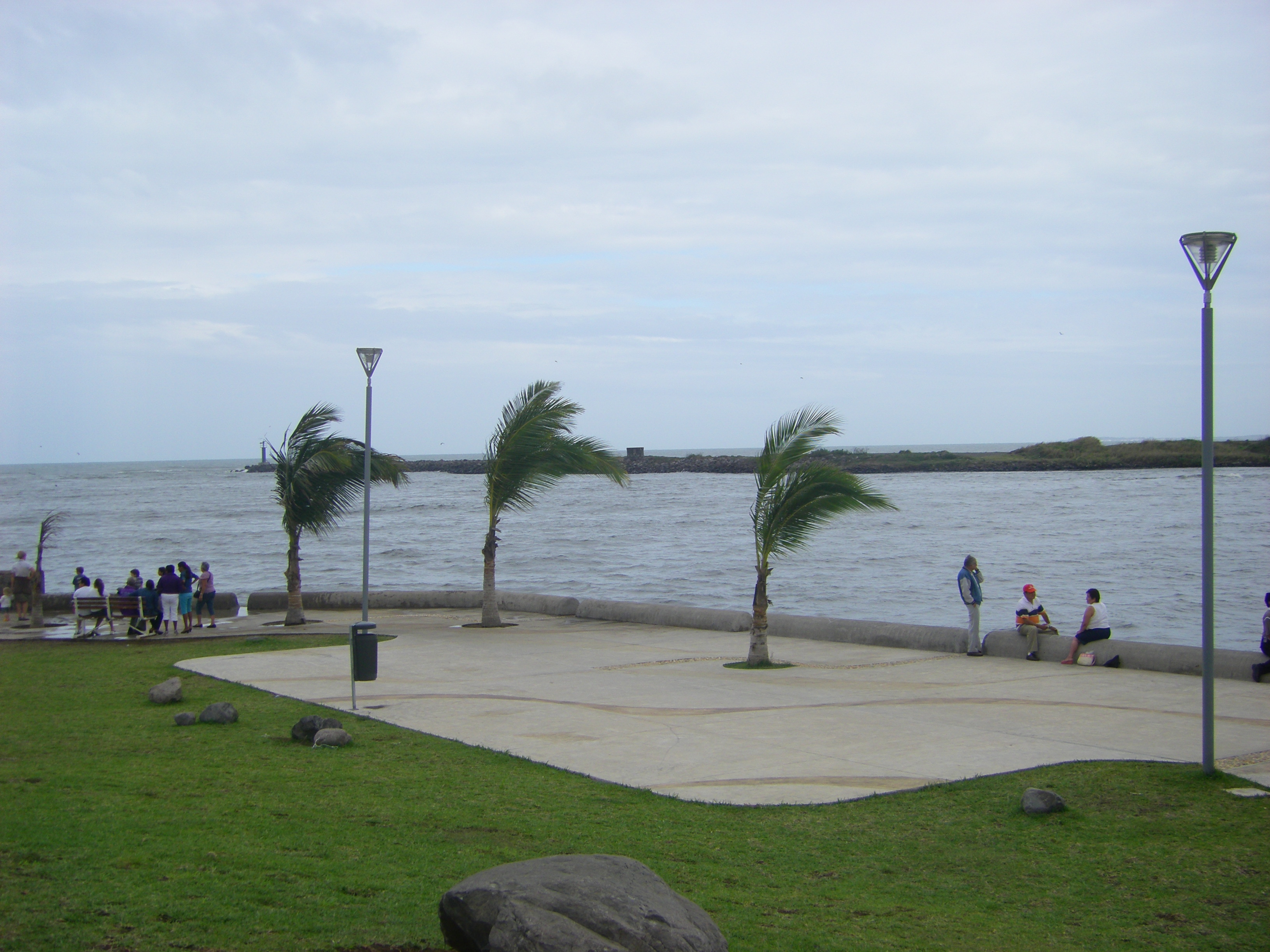
Blick auf die Mündung des Río Jamapa.

Boca del Río ist ein Vorort südlich der mexikanischen Hafenstadt Veracruz. Die Stadt im Bundesstaat Veracruz erhielt ihren Namen, der übersetzt Flussmündung bedeutet, durch ihre Lage auf der linken Seite des Río Jamapa, der hier in den Golf von Mexiko mündet. Boca del Río ist Verwaltungssitz des Municipio Boca del Río und hat ca. 10.000 Einwohner.
Am Ort der Flussmündung entstand die erste Siedlung der heutigen Stadt, die sich allmählich immer weiter nach Norden und Westen ausdehnte. Doch der Ort der ursprünglichen Siedlung gilt noch heute als das eigentliche Herz der Stadt und hier befindet sich auch weiterhin der Regierungssitz des Municipios.